# Djahanguir Riahi
Pour les articles homonymes, voir Riahi.
 (juillet 2019).
Djahanguir Riahi, né le 22 septembre 1914 à Natanz (Iran) et mort le 28 avril 2014 à Crans-Montana (Suisse), était marchand d'art d'origine iranienne. Il est le père de la femme politique française Anne Mansouret.

## Biographie
Parti en France poursuivre des études d’ingénieur grâce à une bourse d’études, il se met au lendemain de la Seconde Guerre mondiale au service des relations économiques franco-iraniennes. Il s'installe en Europe après la révolution islamique, et réunit l’une des plus importantes collections d’œuvres d’art du XVIIIe siècle français. Il meurt dans sa centième année, le 28 avril 2014, après avoir été élevé au grade de commandeur de La Légion d’honneur ainsi que des Arts et des Lettres. Une salle du musée du Louvre porte le nom de ce grand donateur des musées nationaux.